# P. Davis Oakey

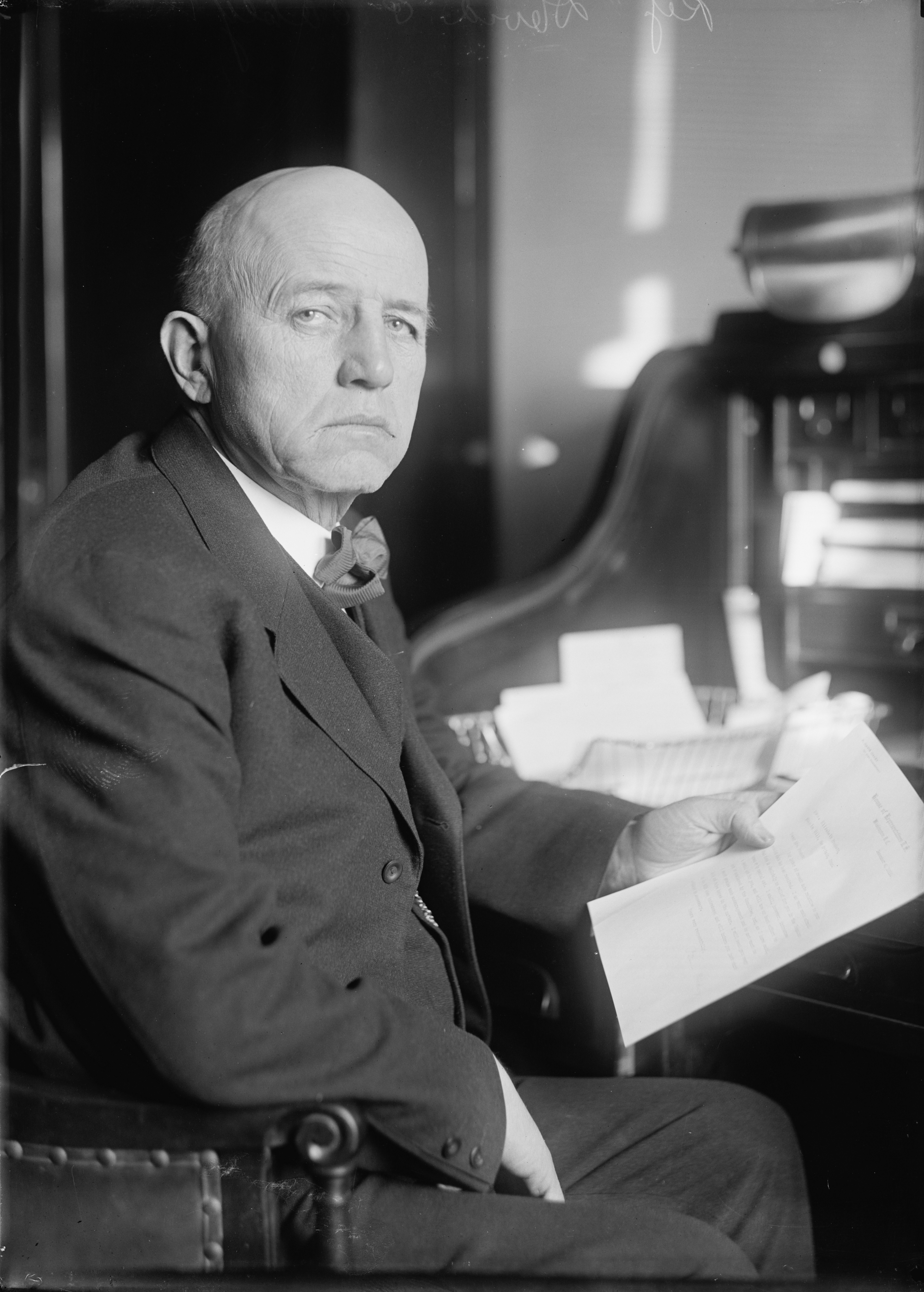
P. Davis Oakey

Peter Davis Oakey (* 25. Februar 1861 in East Millstone, Somerset County, New Jersey; † 18. November 1920 in New Haven, Connecticut) war ein US-amerikanischer Politiker. Zwischen 1915 und 1917 vertrat er den ersten Wahlbezirk des Bundesstaates Connecticut im US-Repräsentantenhaus.

## Werdegang
Davis Oakey besuchte die öffentlichen Schulen seiner Heimat in New Jersey einschließlich der High School in Millstone. Im Jahr 1886 zog er nach Hartford in Connecticut, wo er im Handel und in der Politik tätig wurde. Er wurde Mitglied der Republikanischen Partei und saß von 1891 bis 1895 im Stadtrat von Hartford. Von 1894 bis 1895 war er bei der Stadtverwaltung als Steuereinzieher der städtischen Abgaben angestellt. Von 1895 bis 1901 war Oakey Mitglied der Nationalgarde von Connecticut; von 1900 bis 1915 war er Verwaltungsangestellter (City Assessor) der Stadt Hartford.
Bei den Kongresswahlen des Jahres 1914 wurde Oakey im ersten Distrikt von Connecticut in das US-Repräsentantenhaus in Washington, D.C. gewählt. Dort trat er am 4. März 1915 die Nachfolge von Augustine Lonergan von der Demokratischen Partei an. Da er aber bei den Wahlen des Jahres 1916 gegen Lonergan verlor und dieser damit seinen alten Sitz zurückgewann, musste Oakey nach nur einer Legislaturperiode den Kongress am 3. März 1917 wieder verlassen. Danach hat er keine weiteren bedeutende politische Ämter mehr ausgeübt. Davis Oakey starb im November 1920 und wurde in Hartford beigesetzt.